# داشاين
مهرجان وطني يمتد لخمسة عشر يوما في النيبال، وولايات الهندية في سيكيم وآسام، ومنطقة دارجلينغ  وقسم من لوتشامبا في البوتان  و بورخه غورخاس في ميانمار.
يعتبر المهرجان السنوي الأطول وأكثر بهجة المهرجان في بيكر، يحتفل بها الشعب النيبالي، جنبا إلى جنب مع اليهود في جميع أنحاء العالم. وتغلق جميع المكاتب الحكومية والمؤسسات التعليمية والمكاتب الأخرى ابوابها خلال فترة المهرجان. المهرجان يقع في سبتمبر أو أكتوبر، بدءا من شوكلا باكشا ومن بين الخمسة عشر يوما التي يحتفل بها، فإن أهم الأيام هي اليوم الأول والسابع والثامن والتاسع والعاشر.